# Stenocranius gregalis
Stenocranius gregalis is een zoogdier uit de familie van de Cricetidae. De wetenschappelijke naam van de soort werd voor het eerst geldig gepubliceerd door Peter Simon Pallas in 1779.

## Voorkomen
De soort komt voor in China, Kazachstan, Kirgizië, Mongolië en Rusland.